# Supercopa albanesa de futbol
La Supercopa albanesa de futbol que enfronta a partit únic els campions de la lliga i la copa d'Albània de futbol.
Es disputa des del 1989, a l'estadi Nacional de Tirana.

## Historial
| Any  | Campió                                              | Marcador                                            | Finalista                                           |
| ---- | --------------------------------------------------- | --------------------------------------------------- | --------------------------------------------------- |
| 1989 | Dinamo Tirana                                       | 2-0                                                 | KF Tirana                                           |
| 1990 | KS Flamurtari Vlorë                                 | 3-3 (5-4 pen.)                                      | Dinamo Tirana                                       |
| 1991 | KS Flamurtari Vlorë                                 | 1-0                                                 | KF Partizani Tirana                                 |
| 1992 | KS Elbasani                                         | 3-2 (pròrroga)                                      | KS Vllaznia Shkodër                                 |
| 1993 | KF Partizani Tirana                                 | guanyà el doblet                                    | guanyà el doblet                                    |
| 1994 | KF Tirana                                           | 1-0                                                 | KS Teuta Durrës                                     |
| 1995 | no es disputà entre KF Tirana i KS Teuta Durrës     | no es disputà entre KF Tirana i KS Teuta Durrës     | no es disputà entre KF Tirana i KS Teuta Durrës     |
| 1996 | KF Tirana                                           | guanyà el doblet                                    | guanyà el doblet                                    |
| 1997 | no es disputà entre KF Tirana i KF Partizani Tirana | no es disputà entre KF Tirana i KF Partizani Tirana | no es disputà entre KF Tirana i KF Partizani Tirana |
| 1998 | KS Vllaznia Shkodër                                 | 1-1 (5-4 pen.)                                      | KS Apolonia Fier                                    |
| 1999 | KF Tirana                                           | guanyà el doblet                                    | guanyà el doblet                                    |
| 2000 | KF Tirana                                           | 1-0                                                 | KS Teuta Durrës                                     |
| 2001 | KS Vllaznia Shkodër                                 | 2-1                                                 | KF Tirana                                           |
| 2002 | KF Tirana                                           | 6-0                                                 | Dinamo Tirana                                       |
| 2003 | KF Tirana                                           | 3-0                                                 | Dinamo Tirana                                       |
| 2004 | KF Partizani Tirana                                 | 2-0                                                 | KF Tirana                                           |
| 2005 | KF Tirana                                           | 0-0 (5-4 pen.)                                      | KS Teuta Durrës                                     |
| 2006 | KF Tirana                                           | 2-0                                                 | KS Elbasani                                         |
| 2007 | KF Tirana                                           | 4-2                                                 | KS Besa Kavajë                                      |
| 2008 | Dinamo Tirana                                       | 2-0                                                 | KS Vllaznia Shkodër                                 |
| 2009 | KF Tirana                                           | 1-0                                                 | Klubi Sportiv Flamurtari Vlorë                      |